# Namibia pomonae
Namibia pomonae är en isörtsväxtart som först beskrevs av Moritz Kurt Dinter, och fick sitt nu gällande namn av Moritz Kurt Dinter och Schwant. Namibia pomonae ingår i släktet Namibia och familjen isörtsväxter. Inga underarter finns listade i Catalogue of Life.